# Miss Pologne
Miss Pologne, est un concours de beauté féminine, réservé aux jeunes femmes de la Pologne, sélectionné pour les concours internationaux, Miss Univers, Miss Monde, Miss Europe, Miss Terre, Miss Grand International et Miss International.

## Lauréates
| Année     | Nom                       | Ville               | Notes |
| --------- | ------------------------- | ------------------- | --- |
| 1929      | Władysława Kostakówna     | Varsovie            | |
| 1930      | Zofia Batycka             | Lwów                | |
| 1932      | Zofia Dobrowolska         | Poznań              | |
| 1934      | Maria Żabkiewiczówna      | Wilno               | |
| 1937      | Józefa Kaczmarkiewiczówna |                     | |
| 1957      | Alicja Bobrowska          | Cracovie            | 4e dauphine - Miss Univers 1958                                                                                     |
| 1958      | Zuzanna Cembrowska        | Varsovie            | demi-finaliste - Miss Univers 1959                                                                                  |
| 1983      | Lidia Wasiak              | Szczecin            | |
| 1984      | Magdalena Jaworska        | Varsovie            | |
| 1985      | Katarzyna Zawidzka        | Gorzów Wielkopolski | demi-finaliste - Miss Monde 1985 demi-finaliste - Miss International 1985                                           |
| 1986      | Renata Fatla              | Bielsko-Biała       | |
| 1987      | Monika Nowosadko          | Kołobrzeg           | 3e dauphine - Miss Monde 1987 1re dauphine - Miss Europe 1988                                                       |
| 1988      | Joanna Gapińska           | Szczecin            | 3e dauphine - Miss Univers 1989                                                                                     |
| 1989      | Aneta Kręglicka           | Gdańsk              | Gagnante - Miss Monde 1989 1re dauphine - Miss International 1989                                                   |
| 1990      | Joanna Michalska          | Varsovie            | |
| 1991      | Karina Wojciechowska      | Mysłowice           | |
| 1992      | Ewa Wachowicz             | Klęczany            | 3e dauphine - Miss Monde 1992                                                                                       |
| 1993      | Aleksandra Spieczyńska    | Wrocław             | |
| 1994      | Jadwiga Flank             | Bielsko-Biała       | |
| 1995      | Ewa Tylecka               | Dzierżoniów         | |
| 1996      | Agnieszka Zielińska       | Poznań              | 1re dauphine - Miss Europe 1997                                                                                     |
| 1997      | Roksana Jonek             | Mikołów             | |
| 1998      | Izabela Opęchowska        | Biskupiec           | |
| 1999      | Marta Kwiecień            | Lublin              | |
| 2000      | Justyna Bergmann          | Grudziądz           | |
| 2001      | Joanna Drozdowska         | Szczecin            | Prix de la meilleure robe de soirée - Miss Intercontinental 2003                                                    |
| 2002      | Marta Matyjasik           | Zgorzelec           | 3e dauphine - Miss Terre 2003 4e dauphine et Miss Photogenic - Miss Europe 2003                                     |
| 2003      | Karolina Gorazda          | Cracovie            | Top 16 - Miss Terre 2004 Top 12 - Miss Europe 2005                                                                  |
| 2004      | Katarzyna Borowicz        | Ostrów Wielkopolski | Beauty Queen of Europe & 3e dauphine - Miss Monde 2004 2e dauphine - Miss Terre 2005 3e dauphine - Miss Europe 2006 |
| 2005      | Malwina Ratajczak         | Krapkowice          | Gagnante - Miss Baltic Sea 2006                                                                                     |
| 2006      | Marzena Cieślik           | Wolin               | |
| 2007      | Barbara Tatara            | Łódź                | |
| 2008      | Angelika Jakubowska       | Lubań               | Top 16 - Miss Terre 2008                                                                                            |
| 2009      | Maria Nowakowska          | Legnica             | |
| 2010      | Rozalia Mancewicz         | Melbourne           | |
| 2011      | Marcelina Zawadzka        | Malbork             | Top 15 - Miss Univers 2012                                                                                          |
| 2012      | Paulina Krupińska         | Piastów             | Miss Photogenic - Miss Univers 2013                                                                                 |
| 2013-2015 | Pas de concours           | Pas de concours     | Pas de concours |
| 2016      | Izabella Krzan            | Olsztyn             | |
| 2017      | Agata Biernat             | Zduńska Wola        | 4e place, Miss Talent - Miss Monde 2018                                                                             |
| 2018      | Milena Sadowska           | Babice              | Top 40 - Miss Monde 2019                                                                                            |
| 2019      | Karolina Bielawska        | Łódź                | Gagnante - Miss Monde 2021                                                                                          |
| 2020      | Natalia Gryglewska        | Częstochowa         | |
| 2021      | Agata Wdowiak             | Łódź                | |
| 2022      | Aleksandra Klepaczka      | Bukowiec            | |
| 2023      | Angelika Jurkowianiec     | Namysłów            | |
| 2024      | Kasandra Zawal            | Bierzglinek         | |

Note : Pas de Miss entre 1939 et 1945, dû à l'invasion du pays par l'Allemagne.